# Hans Kindler
Johannes ("Hans") Hendrikus Philip Kindler, född den 8 januari 1892 i Rotterdam, död den 30 augusti 1949 i Westerly, Washington County var en nederländsk/amerikansk cellist och dirigent som bidrog till grundandet av National Symphony Orchestra, för vilken han var chefsdirigent från 1931 till sin död 1949.
Kindler utexaminerades från Rotterdams konservatorium 1906 varefter han studerade under Jean Gerardy och Pablo Casals. 1910 framträdde han som solocellist med Berlinerfilharmonikerna. varefter han blev förstecellist vid Charlottenburgoperan. Året därpå blev han förstecellist vid Berlinoperan och fick en tjänst vid Klindworth-Scharwenka-konservatoriet i Berlin. 1912-1913 turnerade han som solocellist i Europa och därefter i USA, där han från 1916 till 1920 verkade som förstecellist vid Philadelphia Orchestra, varefter han fortsatte sina soloturnéer. 1927 blev han dirigent under Leopold Stokowski vid Philadelphiaorkestern, innan han 1931 grundade National Symphony Orchestra i Washington och blev dess förstedirigent.